# Paul Cremona
Paul Cremona OP (ur. 25 stycznia 1946 w Valletcie, zm. 18 marca 2025 w Msidzie) – maltański duchowny rzymskokatolicki, dominikanin, arcybiskup Malty w latach 2006–2014.

## Życiorys

### Wczesne życie
Paul Cremona (malt. Pawl Cremona) urodził się 25 stycznia 1946 w Valletcie. Jego rodzicami byli Joseph i Josephine née Cauchi. Uczęszczał do szkoły Montessori w Valletcie, a następnie do Ħamrun Lyceum.

### Kapłaństwo
We wrześniu 1962 wstąpił do zakonu Dominikanów, śluby zakonne złożył 29 września 1963. Studiował filozofię i teologię w kolegium św. Tomasza z Akwinu w klasztorze dominikanów w Rabacie.
Święcenia kapłańskie w zakonie dominikanów otrzymał 22 marca 1969. Następnie wyjechał do Rzymu, gdzie studiował na uniwersytecie Angelicum. Studia teologiczne ukończył w 1973.
W latach 1974–1980, a następnie 1997–2003 piastował stanowisko przeora w klasztorze dominikańskim Matki Bożej z Groty w Rabacie, zaś w latach 1981–1989 był przełożonym prowincji dominikańskiej na Malcie.
W 1989 r. Cremona został mianowany proboszczem parafii Matki Bożej Fatimskiej w Gwardamanġa, Pietà, gdzie służył do 1993. Następnie w latach 1993–1997 był odpowiedzialny za formację dominikańskich nowicjuszy i studentów w Rabacie, urząd ten ponownie sprawował w latach 2004–2005. W 2005 Cremona został proboszczem parafii Jezusa z Nazaretu w Sliemie.
Cremona pełnił też inne funkcje w archidiecezji maltańskiej, w tym delegata arcybiskupa ds. życia konsekrowanego, asystenta dyrektora duchowego w seminarium Tal-Virtù w Rabacie, członka Rady Prezbiterialnej i przewodniczącego Rady Wyższych Przełożonych Religijnych Malty (KSMR).

### Episkopat
2 grudnia 2006 papież Benedykt XVI mianował go arcybiskupem metropolitą Malty. Sakry biskupiej w konkatedrze św. Jana w Valletcie udzielił mu 26 stycznia 2007 jego poprzednik – arcybiskup Joseph Mercieca.
Jako arcybiskup Malty Cremona był popularnym kaznodzieją wielkopostnych kazań. Pisał też prace o teologii i duchowości, w tym o Credo i Dekalogu. Jest współautorem dzieł George’a Frendo, swojego kolegi z seminarium, późniejszego arcybiskupa Tirany.

### Rezygnacja
W związku ze stwierdzeniem członków Kurii Biskupiej, że archidiecezja straciła lidera pod rządami Cremony, w sierpniu 2014 został on zapytany, czy zrezygnuje; i odpowiedział: „Zajmuję to stanowisko w posłuszeństwie do życzenia papieża i odejdę tylko w posłuszeństwie.”. 17 października 2014 Cremona złożył rezygnację z funkcji arcybiskupa Malty i papież Franciszek zatwierdził ją tego samego dnia. 18 października 2014 Charles Scicluna, dotychczasowy biskup pomocniczy Malty przejął obowiązki administratora apostolskiego diecezji, a 27 lutego 2015 mianowany został przez papieża Franciszka nowym arcybiskupem Malty. 

### Śmierć
Zmarł wieczorem 18 marca 2025 w Szpitalu Mater Dei, w Msidzie.